# Ауторизовани неутрални атлетичари
Ауторизовани неутрални атлетичари (енгл. Authorised Neutral Athletes), скр. АНА, име је под којим се руски атлетичари могу такмичити на међународним атлетским такмичењима након тзв. допинг скандала од децембра 2014.

## Опис
„Ауторизовани неутрални атлетичар” је атлетичар без националне припадности за неко међународно атлетско такмичење, којем учешће на истом по његовом захтеву одобрава или не одобрава ИААФ. Сви ови појединци чине групу „Неутрални атлетичари”, коју је основао ИААФ. Пошто је Сверуска федерација лаке атлетике (рус. Всеросси́йская федера́ция лё́гкой атле́тики, ВФЛА) суспендована новембра 2015, овако се омогућило неким атлетичарима да ипак учествују на међународним такмичењима — на индивидуалној бази. Ови атлетичари се такмиче под ненационалним, неутралним банером — потпуно индивидуално, без руске заставе у документима или на одећи, без позивања на национално порекло, и под условом да докажу да нису ни у каквој повезаности с недавним државним допинг скандалом Русије. Апликацију предају ИААФ, која упућује на могућу акредитацију.
Руским спортистима је забрањено било какво национално обележје и певање химне. Прву златну медаљу за неутралне спортисте је освојила скакачица увис Марија Ласицкене. Руски атлетичари су под овим условима освојили 2017. у Лондону једну златну и пет сребрних медаља.

## СП у атлетици
Априла 2017. на Светском првенству у Лондону 2017, Интернационална асоцијација атлетских федерација (ИААФ) одобрила је учешће 19 руских атлетичара (12 мушкараца и 7 жена).
Ови атлетичари се такмиче под неутралним белим банером са црним курзивним стилизованим натписом ANA, који се такође користи тамо где би дошао код земље да су у питању регуларни атлетичари (представљање атлетичара, њихових резултата итд.).
У случају освајања златне медаље, одређено је да се свира званична Химна ИААФ.
Први атлетичар који је под овим статусом забележио неки званични резултат је Дарија Клишина.

## Остали примери у истом спорту
| Акроним  | Пуни назив    | Такмичења                                                |
| -------- | ------------- | -------------------------------------------------------- |
| УТ (EUN) | Уједињени тим | Зимске олимпијске игре 1992. Летње олимпијске игре 1992. |